# AEW TBS Championship

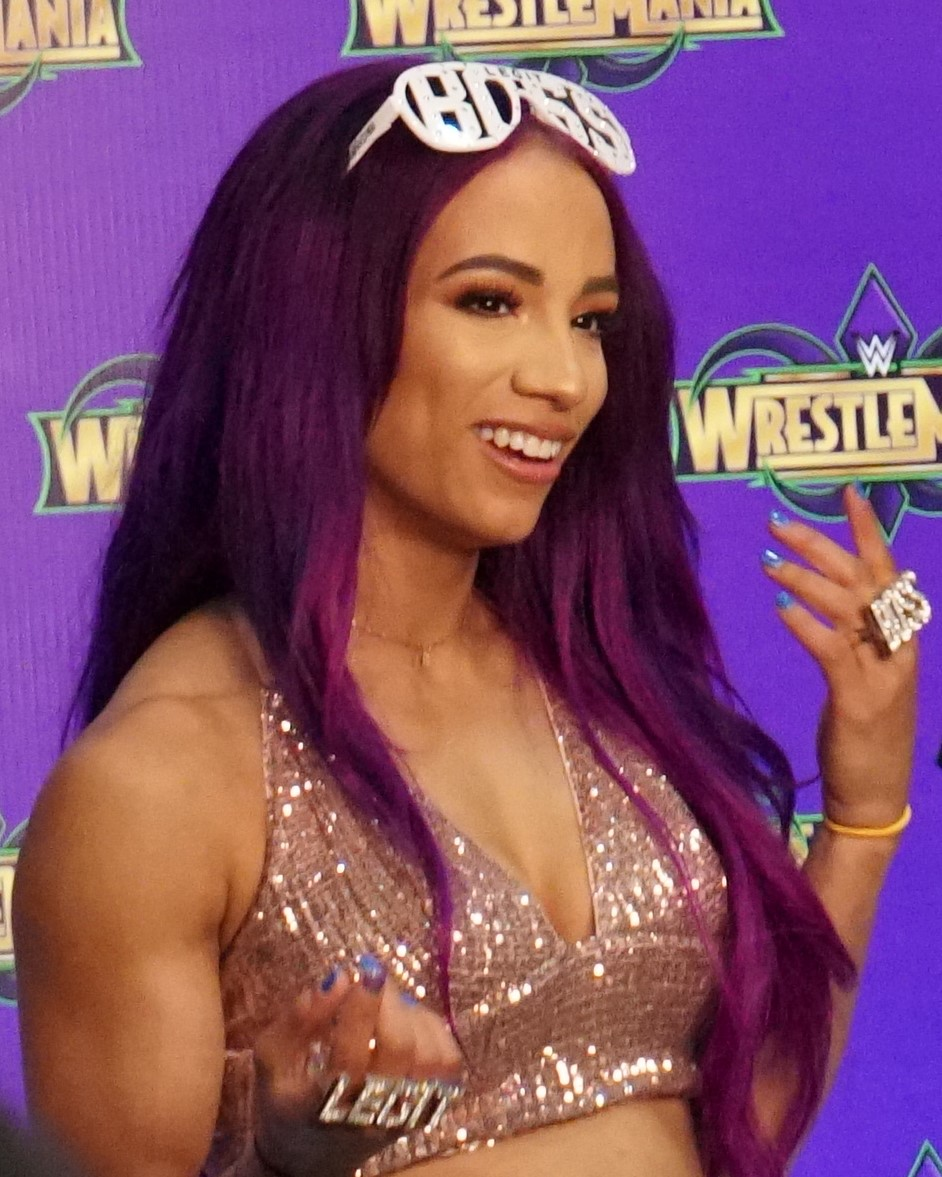
L'attuale campionessa Mercedes Moné

L'AEW TBS Women's Championship è un titolo femminile di wrestling di proprietà della All Elite Wrestling, detenuto da Mercedes Moné dal 26 maggio 2024.

## Storia
Il 6 ottobre 2021 il presidente della All Elite Wrestling, Tony Khan, ha annunciato la creazione del secondo titolo femminile della federazione di Jacksonville. L'arbitro Aubrey Edwards ha inoltre dichiarato che la detentrice sarebbe stata incoronata al termine di un torneo a dodici partecipanti.

## Albo d'oro
Statistiche aggiornate al 16 marzo 2025.
| #  | Campionessa        | Regno | Data             | Giorni | Località              | Evento                 | Note                                                | Fonti |
| -- | ------------------ | ----- | ---------------- | ------ | --------------------- | ---------------------- | --------------------------------------------------- | ----- |
| 1ª | Jade Cargill       | 1°    | 5 gennaio 2022   | 508    | Newark, New Jersey    | Dynamite               | Jade Cargill ha vinto un torneo per l'assegnazione. | [ 2 ] |
| 2ª | Kris Statlander    | 1°    | 28 maggio 2023   | 174    | Las Vegas, Nevada     | Double or Nothing 2023 |                                                     | [ 3 ] |
| 3ª | Julia Hart         | 1°    | 18 novembre 2023 | 155    | Inglewood, California | Full Gear 2023         | In un three-way match che comprendeva Skye Blue.    | [ 4 ] |
| 4ª | Willow Nightingale | 1°    | 21 aprile 2024   | 35     | Saint Louis, Missouri | Dynasty                |                                                     | [ 5 ] |
| 5ª | Mercedes Moné      | 1°    | 26 maggio 2024   | 294+   | Paradise, Nevada      | Double or Nothing      |                                                     | [ 6 ] |